# Meridià zero
|  | No s'ha de confondre amb Meridià de Greenwich. |

Un meridià zero (o meridià origen) és un meridià que, en cartografia, serveix de referència de longitud, és a dir representa els 0° de longitud, en l'escala de longituds d'un cos celeste.
A diferència dels paral·lels definits completament per l'eix de rotació d'un objecte celeste, l'elecció d'un primer meridià és majoritàriament arbitrària.

## Història

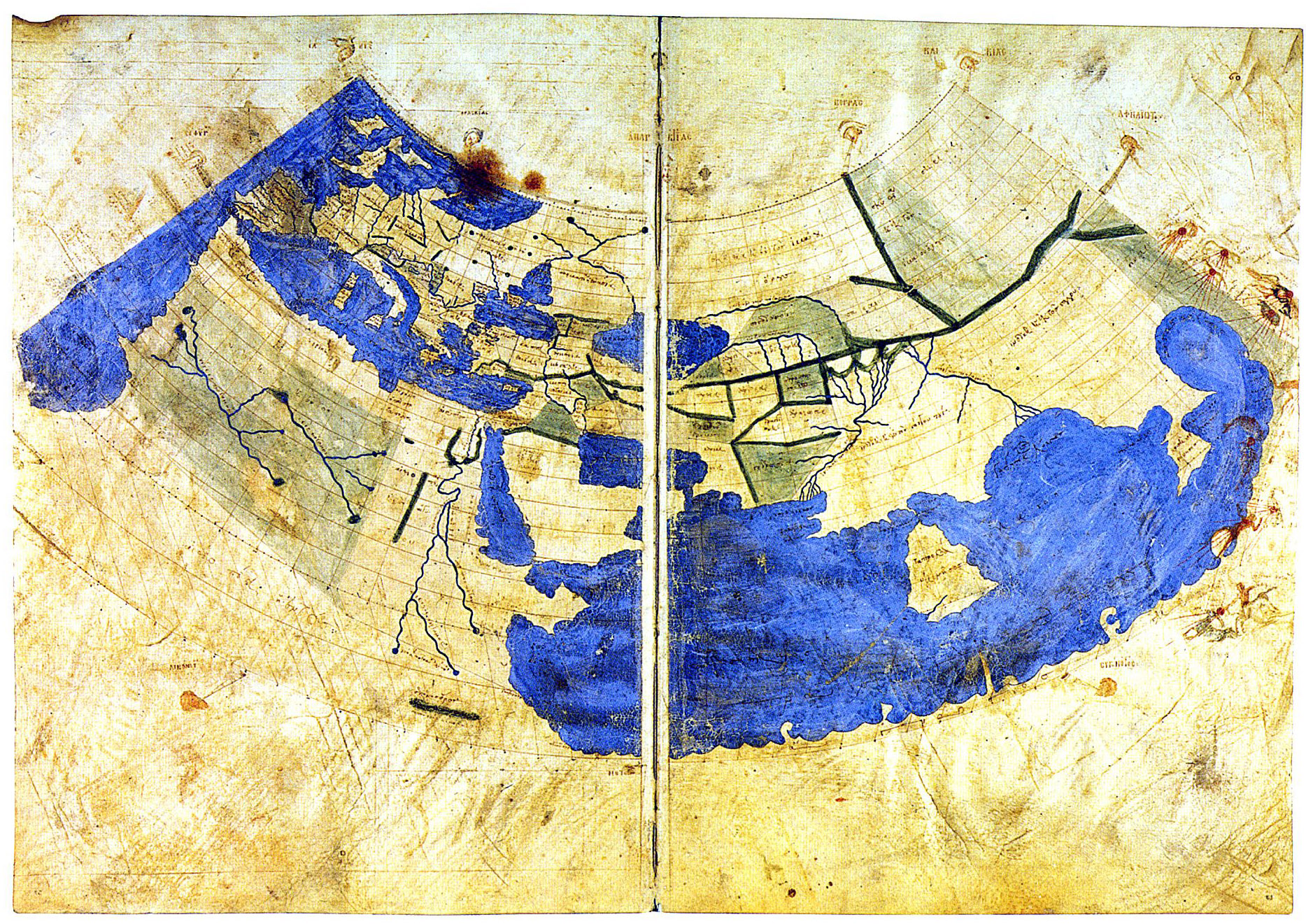
La primera projecció de Ptolemeu, rebutjada per Maximus Planudes cap al 1300, utilitzant un meridià a través de les Illes Canàries a l'oest d'Àfrica

La noció de longitud va ser desenvolupada pels grecs Eratòstenes (c. 276 aC - c. 195 aC) a Alexandria, i Hiparc (c. 190 aC - c. 120 aC) a Rodes, i va aplicar-se a un gran nombre de ciutats pel geògraf Estrabó (64/63 aC - c. 24 dC). Però era Ptolemeu (c. 90 dC - c. 168 dC) que primer va utilitzar un meridià consistent per a un mapa mundial a la seva Geografia .
Ptolemeu va utilitzar com a base les " illes afortunades ", un grup d'illes de l'Atlàntic que solen estar associades a les illes Canàries (de 13 a 18 ° O), tot i que els seus mapes corresponen més a prop de les illes del Cap Verd (22 ° a 25 ° O). El punt principal és estar còmodament a l'oest de la punta occidental d'Àfrica (17,5 ° O), ja que encara no s'utilitzaven els números negatius. El seu primer meridià correspon actualment a 18 ° 40 'oest de Winchester (uns 20 ° O). Aleshores, el mètode principal per determinar la longitud era utilitzar l'hora dels eclipsis lunars en diferents països.

Facsímil del mapa de Diego Ribeiro de 1529; l'original es troba a la Biblioteca del Vaticà

La geografia de Ptolemeu es va imprimir per primera vegada amb mapes a Bolonya el 1477, i molts mapes de principis del segle xvi el van seguir. Però encara hi havia l'esperança que existís una base "natural" per a un meridià zero. Christopher Columbus va informar (1493) que la brúixola s'apuntava cap al nord en algun lloc de l'Atlàntic mig, i aquest fet es va utilitzar en l'important tractat de Tordesillas de 1494, que va resoldre la disputa territorial entre Espanya i Portugal sobre terres recentment descobertes. La línia Tordesillas es va establir finalment a 370 lligues a l'oest del Cap Verd. Això es mostra al mapa de Diogo Ribeiro de 1529. L'illa de São Miguel (25,5 ° O) a les Açores encara era usada per la mateixa raó fins a 1594 per Christopher Saxton, tot i que fins aleshores s'havia demostrat que la línia de desviació magnètica zero no seguia una línia de longitud.

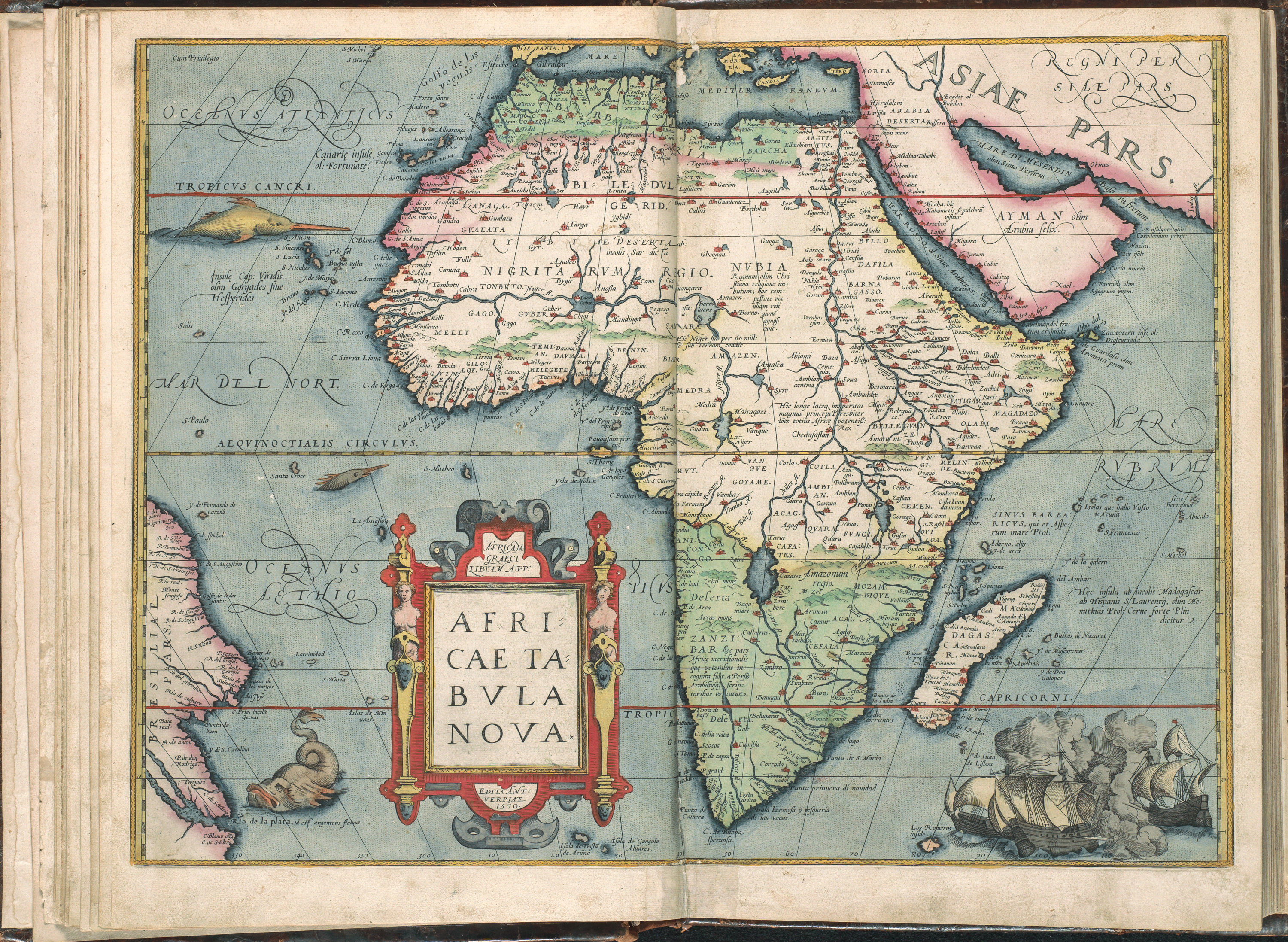
1571: mapa d'Africa d'Abraham Ortelius, amb el Cap Verd com a primer meridià

El 1541, Mercator va produir el seu famós mapa de 41 cm el planeta terrestre i va dibuixar el seu meridià precisament a través de Fuerteventura (14 ° 1'W) a les Canàries. Els seus mapes posteriors van utilitzar les Açores, seguint la hipòtesi magnètica. Però, en el moment en què Ortelius va produir el primer atles modern el 1570, altres illes com el Cap Verd s'estaven utilitzant. En el seu atles, les longituds es comptaven de 0 a 360 °, no de 180 º W a 180 º E, com és habitual en l'actualitat. Aquesta pràctica va ser seguida pels navegants fins al segle xviii. El 1634, el cardenal Richelieu va utilitzar l'illa més occidental de les Canàries, Ferro, a 19 ° 55 'a l'oest de París, com a elecció del meridià. El geògraf Delisle va decidir arrodonir-ho fins a 20 °, de manera que es va convertir simplement en el meridià de París disfressat.
A principis del segle xviii, la batalla va continuar per millorar la determinació de la longitud al mar, portant al desenvolupament del cronòmetre marí de John Harrison. Però fou el desenvolupament de gràfics d'estrelles precisos, principalment pel primer astrònom reial britànic, John Flamsteed entre 1680 i 1719 i difós pel seu successor Edmund Halley, que va permetre als navegants utilitzar el mètode lunar de determinar la longitud amb més precisió mitjançant l'octant desenvolupat per Thomas Godfrey i John Hadley. Entre 1765 i 1811, Nevil Maskelyne va publicar 49 números de l'Almanac Nàutic basat en el meridià de l'Observatori Reial, Greenwich. "Les taules de Maskelyne no només feien que el mètode lunar fos possible, sinó que també feien del meridià de Greenwich el punt de referència universal. Fins i tot les traduccions franceses de l'almanac nàutic van retenir els càlculs de Maskelyne de Greenwich, malgrat que totes les altres taules de Connaissance des Temps consideraven el meridià de París com a principal ".
El 1884, a la Conferència Meridiana Internacional de Washington, DC, 22 països van votar per adoptar el meridià de Greenwich com a primer meridià del món. Els francesos van argumentar una línia neutral, esmentant les Açores i l'estret de Bering, però finalment es van abstenir i van continuar utilitzant el meridià de París fins al 1911.

## Terra

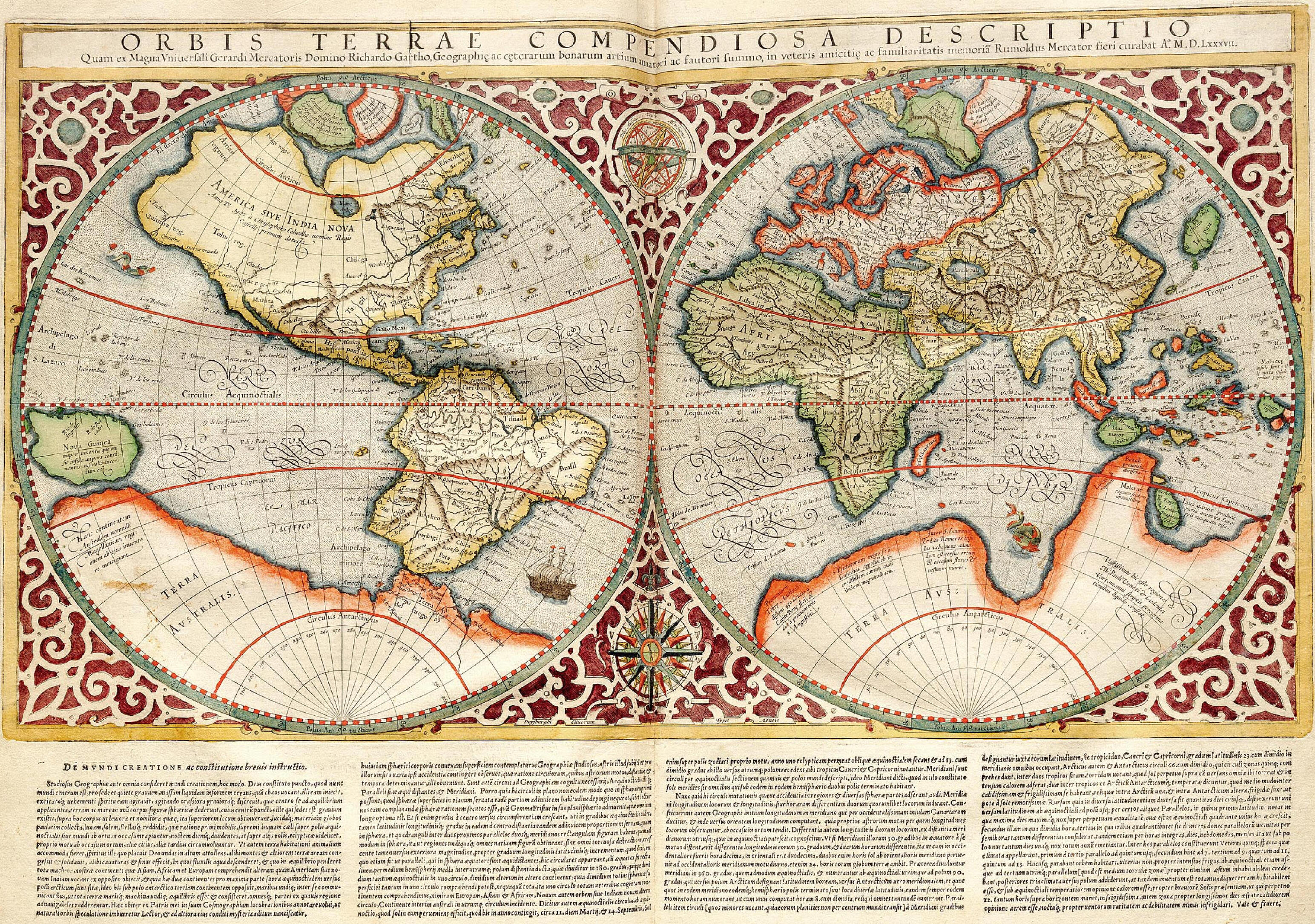
Gerardus Mercator, al seu Atlas Cosmographicae (1595), utilitza un meridià principal en un lloc proper a 25 ° W, passant just a l'oest de l'illa de Santa Maria a l'Atlàntic. El seu 180è meridià recorre l'estret d'Anián (estret de Bering)

A la Terra, per a la cartografia estàndard, el meridià zero que s'utilitza actualment i universalment és el meridià de Greenwich. Aquest meridià va ser adoptat com a norma internacional el 1884 per 25 països a la Conferència Internacional del Meridià de Washington i des de llavors s'ha estès per la resta del món. El sistema geodèsic global actual, anomenat WGS 84, utilitza el meridià de referència IERS, una longitud 0 ° situada a 102,5 est del meridià de Greenwich.
La posició del primer meridià històric, amb seu a l'Observatori Reial de Greenwich, va ser establerta per Sir George Airy el 1851. Es va definir per la ubicació de l'Airy Transit Circle des de la primera observació que va fer amb ell. Abans d'això, estava definit per una successió d'instruments de trànsit anteriors, el primer dels quals va ser adquirit pel segon Astrònom Royal, Edmond Halley el 1721. Es va instal·lar a l'extrem nord-oest de l'Observatori entre Flamsteed House i Western Summer House. Aquest lloc, ara subsumit a la Flamsteed House, es troba aproximadament a 43 metres a l'oest de l'Airy Transit Circle, una distància equivalent a aproximadament 2 segons de longitud. Va ser el cercle de trànsit d'Airy el que es va adoptar en principi (amb els delegats francesos, que van pressionar per l'adopció del meridià de París) com el primer meridià del món a la Conferència Internacional del Meridià de 1884.
Tots aquests meridians de Greenwich es van localitzar mitjançant una observació astronòmica des de la superfície de la Terra, orientada mitjançant una plomada al llarg de la direcció de la gravetat a la superfície. Aquest meridià astronòmic de Greenwich es va difondre per tot el món, primer mitjançant el mètode de la distància lunar, després per cronòmetres portats a vaixells, després per línies telegràfiques portades per cables de comunicacions submarins, després per senyals horaris de ràdio. Una longitud remota en última instància basada en el meridià de Greenwich utilitzant aquests mètodes va ser la del Datum estatunidenc 1927 o NAD27, un el·lipsoide la superfície del qual coincideix millor amb el nivell mitjà del mar sota els Estats Units.

### Meridià de referència IERS
A partir de 1973, l’International Time Bureau i més tard el International Earth Rotation and Reference Systems Service van passar de dependre d'instruments òptics com l'Airy Transit Circle a tècniques com ara la gamma làser lunar, la gamma làser per satèl·lit i la interferometria de línia de base molt llarga. Les noves tècniques van donar com a resultat el meridià de referència IERS, el pla del qual passa pel centre de massa de la Terra. Això difereix del pla establert pel trànsit Airy, que es veu afectat per la deflexió vertical (la vertical local es veu afectada per influències com les muntanyes properes). El canvi de dependre de la vertical local a utilitzar un meridià basat en el centre de la Terra va fer que el meridià principal modern estigués a 5,3 ″ a l'est del meridià astronòmic de Greenwich a través del cercle de trànsit aeri. A la latitud de Greenwich, això puja a 102 metres. Això va ser acceptat oficialment pel Bureau International de l'Heure (BIH) l'any 1984 mitjançant el seu BTS84 (BIH Terrestrial System) que més tard es va convertir en WGS84 (World Geodetic System 1984) i els diferents marcs de referència internacionals terrestres (ITRF).
A causa del moviment de les plaques tectòniques de la Terra, la línia de 0° de longitud al llarg de la superfície de la Terra s'ha mogut lentament cap a l'oest des d'aquesta posició desplaçada uns quants centímetres; és a dir, cap a l'Airy Transit Circle des de l'any 1984 (o la dècada del 1960). Amb la introducció de la tecnologia per satèl·lit, va ser possible crear un mapa global més precís i detallat. Amb aquests avenços també va sorgir la necessitat de definir un meridià de referència que, tot i ser derivat del Cercle de Trànsit Aeri, també tingués en compte els efectes del moviment de les plaques i les variacions en la manera de girar la Terra. Com a resultat, es va establir el meridià de referència IERS i s'utilitza habitualment per indicar el meridià principal de la Terra (0° de longitud) pel Servei Internacional de Sistemes de Referència i Rotació de la Terra, que defineix i manté l'enllaç entre la longitud i el temps. A partir de les observacions de satèl·lits i fonts de ràdio compactes celestes (quasars) de diverses estacions coordinades d'arreu del món, el cercle de trànsit d'Airy es desplaça cap al nord-est uns 2,5 centímetres per any en relació amb aquesta longitud de 0° centrada a la Terra.
També és el meridià de referència del Sistema de posicionament global operat pel Departament de Defensa dels Estats Units, i del WGS84 i les seves dues versions formals, el Sistema de Referència Internacional Terrestre (ITRS) ideal i la seva realització, el Marc de Referència Internacional Terrestre (ITRF). Una convenció actual a la Terra utilitza la línia de longitud 180° oposada a l'IRM com a base per a la línia de data internacional.

#### Llistat de llocs
A la Terra, començant al pol Nord i dirigint-se cap al sud fins al pol Sud, el meridià de referència de l'IERS (a partir del 2016) passa per:
| Co-ordinates (aproximat)              | País, territori o mar                                     | Notes |
| ------------------------------------- | --------------------------------------------------------- | --- |
| 90° 0′ N, 0° 0′ E / 90.000°N,0.000°E  | Oceà Àrtic                                                | |
| 85° 46′ N, 0° 0′ E / 85.767°N,0.000°E | Zona econòmica exclusiva (EEZ) de Groenlàndia (Dinamarca) | |
| 81° 39′ N, 0° 0′ E / 81.650°N,0.000°E | Mar de Groenlàndia                                        | |
| 80° 29′ N, 0° 0′ E / 80.483°N,0.000°E | EEZ de Svalbard (Noruega)                                 | |
| 76° 11′ N, 0° 0′ E / 76.183°N,0.000°E | Alta mar                                                  | |
| 73° 44′ N, 0° 0′ E / 73.733°N,0.000°E | EEZ de Jan Mayen (Noruega)                                | |
| 72° 53′ N, 0° 0′ E / 72.883°N,0.000°E | Mar de Noruega                                            | |
| 69° 7′ N, 0° 0′ E / 69.117°N,0.000°E  | Alta mar                                                  | |
| 64° 42′ N, 0° 0′ E / 64.700°N,0.000°E | EEZ de Noruega                                            | |
| 63° 29′ N, 0° 0′ E / 63.483°N,0.000°E | EEZ de Gran Bretanya                                      | |
| 61° 0′ N, 0° 0′ E / 61.000°N,0.000°E  | Mar del Nord                                              | |
| 53° 46′ N, 0° 0′ E / 53.767°N,0.000°E | Regne Unit                                                | Des de Tunstall a East Riding fins a Peacehaven, passant per Greenwich                                                              |
| 50° 47′ N, 0° 0′ E / 50.783°N,0.000°E | Canal de la Mànega                                        | EEZ de Gran Bretanya |
| 50° 14′ N, 0° 0′ E / 50.233°N,0.000°E | Canal de la Mànega                                        | EEZ de França |
| 49° 20′ N, 0° 0′ E / 49.333°N,0.000°E | França                                                    | De Villers-sur-Mer a Gavarnia |
| 42° 41′ N, 0° 0′ E / 42.683°N,0.000°E | Espanya                                                   | De Cilindre de Marboré Castelló de la Plana                                                                                         |
| 39° 56′ N, 0° 0′ E / 39.933°N,0.000°E | Mar Mediterrània                                          | Golf de València; EEZ d'Espanya |
| 38° 52′ N, 0° 0′ E / 38.867°N,0.000°E | Espanya                                                   | De El Verger a Calp |
| 38° 38′ N, 0° 0′ E / 38.633°N,0.000°E | Mediterranean Sea                                         | EEZ de Spain |
| 37° 1′ N, 0° 0′ E / 37.017°N,0.000°E  | Mar Mediterràniaa                                         | EEZ de Algèria |
| 35° 50′ N, 0° 0′ E / 35.833°N,0.000°E | Algèria                                                   | Des de Stidia fins a la frontera entre Algèria i Mali prop de Bordj Badji Mokhtar                                                   |
| 21° 52′ N, 0° 0′ E / 21.867°N,0.000°E | Mali                                                      | Travessant Gao |
| 15° 00′ N, 0° 0′ E / 15.000°N,0.000°E | Burkina Faso                                              | Aproximadament 432 km, travessant Cinkassé.                                                                                         |
| 11° 7′ N, 0° 0′ E / 11.117°N,0.000°E  | Togo                                                      | Aproximadament 3.4 km |
| 11° 6′ N, 0° 0′ E / 11.100°N,0.000°E  | Ghana                                                     | Aproximadament 16 km |
| 10° 58′ N, 0° 0′ E / 10.967°N,0.000°E | Togo                                                      | Aproximadament 39 km |
| 10° 37′ N, 0° 0′ E / 10.617°N,0.000°E | Ghana                                                     | Des de la frontera entre Togo i Ghana, prop de Bunkpurugu, fins a Tema Passant per Llac Volta a 7° 46′ N, 0° 0′ E / 7.767°N,0.000°E |
| 5° 37′ N, 0° 0′ E / 5.617°N,0.000°E   | Oceà Atlàntic                                             | EEZ de Ghana |
| 1° 58′ N, 0° 0′ E / 1.967°N,0.000°E   | Oceà Atlàntic                                             | Alta mar |
| 0° 0′ N, 0° 0′ E / 0.000°N,0.000°E    | Oceà Atlàntic                                             | Passant per la Línia equatorial (Null Island)                                                                                       |
| 51° 43′ S, 0° 0′ E / 51.717°S,0.000°E | Oceà Atlàntic                                             | EEZ de Bouvet (Noruega) |
| 57° 13′ S, 0° 0′ E / 57.217°S,0.000°E | Oceà Atlàntic                                             | Alta mar |
| 60° 0′ S, 0° 0′ E / 60.000°S,0.000°E  | Oceà Antàrtic                                             | Alta mar |
| 69° 36′ S, 0° 0′ E / 69.600°S,0.000°E | Antarctica                                                | Terra de la Reina Maud, Reclamacions territorials a l'Antàrtida per Noruega                                                         |
| 90° 0′ S, 0° 0′ E / 90.000°S,0.000°E  | Antàrtida                                                 | Estació Amundsen-Scott, South Pole                                                                                                  |

Altres meridians zero han estat utilitzats en el passat per diferents països:
- Meridià de Copenhaguen (12 ° 34 '33 "E)
- Illa Meridiana de Ferro (18 ° 02 'O) (Illa del Hierro a les Illes Canàries)
- Madrid Meridià (3 ° 41 '16 "48" O)
- Meridià de París (2 ° 20 '14, 025 "E)
- Meridià de Roma (12 ° 27 '08 ".04" E)
- Meridià de Pulkowa (Sant Petersburg, 30 ° 19 '42 .09 "E)
- Meridià d'Ujjain (usat en calendaris d'astronomia i indis, 75 ° 47 'E)
- Meridià de Washington (77 ° 3 '2.3 "O)

## Altres cossos celestes
S'ha definit un meridià zero per a altres objectes del sistema solar:
- A la Lluna, passa directament pel mig de la cara visible des de la Terra, prop del cràter Bruce. Més generalment, per a objectes la rotació dels quals sigui síncrona, és possible adoptar la posició mitjana del punt que es troba directament al cos al voltant del qual giren com a origen de les longituds. Aquesta convenció s'adopta generalment per Io, Europa, Ganimedes, Calisto o Tità.
- A Mercuri, la longitud 20 ° E està definida per un petit cràter anomenat Hun Kal ("20" en maya)  .
- A Venus, el cràter Eva, a Alpha Regio, serveix de referència de les longituds.
- A Mart, el primer meridià és definit pel cràter Airy-0 .
- En els gegants gasosos, que no semblen tenir una superfície sòlida i l'atmosfera de la qual gira a diferents velocitats segons la latitud, es poden utilitzar uns quants sistemes, com a referència del camp magnètic d'aquests planetes.
- Les llunes dels gegants gasosos, almenys les que no estan massa lluny, gairebé sempre estan en rotació sincrònica i, a continuació, podem definir el meridià d'origen com el del punt sub-primari (el punt de la cara de la lluna que té l'objecte principal al seu zenit).